# Bevolkingsomvang
De bevolkingsomvang of het inwonertal is de totale omvang van de bevolking van bijvoorbeeld een land, stad, provincie of gemeente.
De bevolkingsomvang kan op meerdere manieren worden vastgesteld. In de westerse wereld wordt deze in hoofdzaak met behulp van het bevolkingsregister door nationale of regionale statistische bureaus berekend. Daarnaast worden er ook volkstellingen gehouden. Dat laatste is vaak de methode in gebieden waar geen of onvolledige bevolkingsregisters bestaan, zoals in veel ontwikkelingslanden.
De exacte bevolkingsomvang is vrijwel nooit voor honderd procent volledig vast te stellen. Dit houdt verband met het feit dat bijvoorbeeld tijdelijke inwoners, illegalen en, vooral in ontwikkelingslanden, vluchtelingen meestal niet worden meegeteld. In bijvoorbeeld grote derdewereldsteden bestaan er grote groepen mensen die binnen dat land zijn verhuisd naar deze stad, maar vaak nog geregistreerd staan, als ze dat al zijn, op de plek van herkomst. Ook komt het voor dat in ontwikkelingslanden lokale overheden zelf hun inwonersaantallen bewust overdrijven in de hoop om zo een speciale status te bereiken of te behouden, of meer subsidie van de centrale overheid te krijgen. Hierdoor ontstaat er dus een groot verschil tussen het officiële inwonertal en het werkelijke inwonertal van de desbetreffende stad.